# Kapliczki, krzyże i figurki w Kamionnej
Kapliczki, krzyże i figurki w miejscowości Kamionna w województwie małopolskim, w powiecie bocheńskim, w gminie Trzciana.
Kapliczki, krzyże i figurki (zwane też świątkami) są częstym elementem krajobrazu w Polsce. Stawiano je przy drogach, często na skrzyżowaniach dróg, w miejscach objawień religijnych lub ważnych dla społeczności lokalnej wydarzeń, w miejscach po zniszczonych świątyniach, także by uczcić jakieś ważne wydarzenie, czy potwierdzić swoje religijne zaangażowanie. W Kamionnej jest ich sześć.
1. Kapliczka domkowa murowana – przy drodze z Ujazdu do Kamionnej (zobacz na mapie Gogle)
2. Kapliczka z Matką Boską Niepokalaną – przy drodze od szkoły w Kamionnej do Nowego Rybia (zobacz na mapie Gogle)
3. Drewniany krzyż z rzeźbą Chrystusa – przy drodze z Kamionnej do Żegociny (zobacz na mapie Gogle)
4. Kapliczka domkowa murowana – przy drodze od szkoły w Kamionnej przez Czarne Błoto do Nowego Rybia (zobacz na mapie Gogle)
5. Kapliczka skrzynkowa na drewnianym słupku – przy drodze z Kamionnej do Żegociny
6. Krzyż z postacią Chrystusa – przy drodze poniżej kościoła w Kamionnej (zobacz na mapie Gogle)

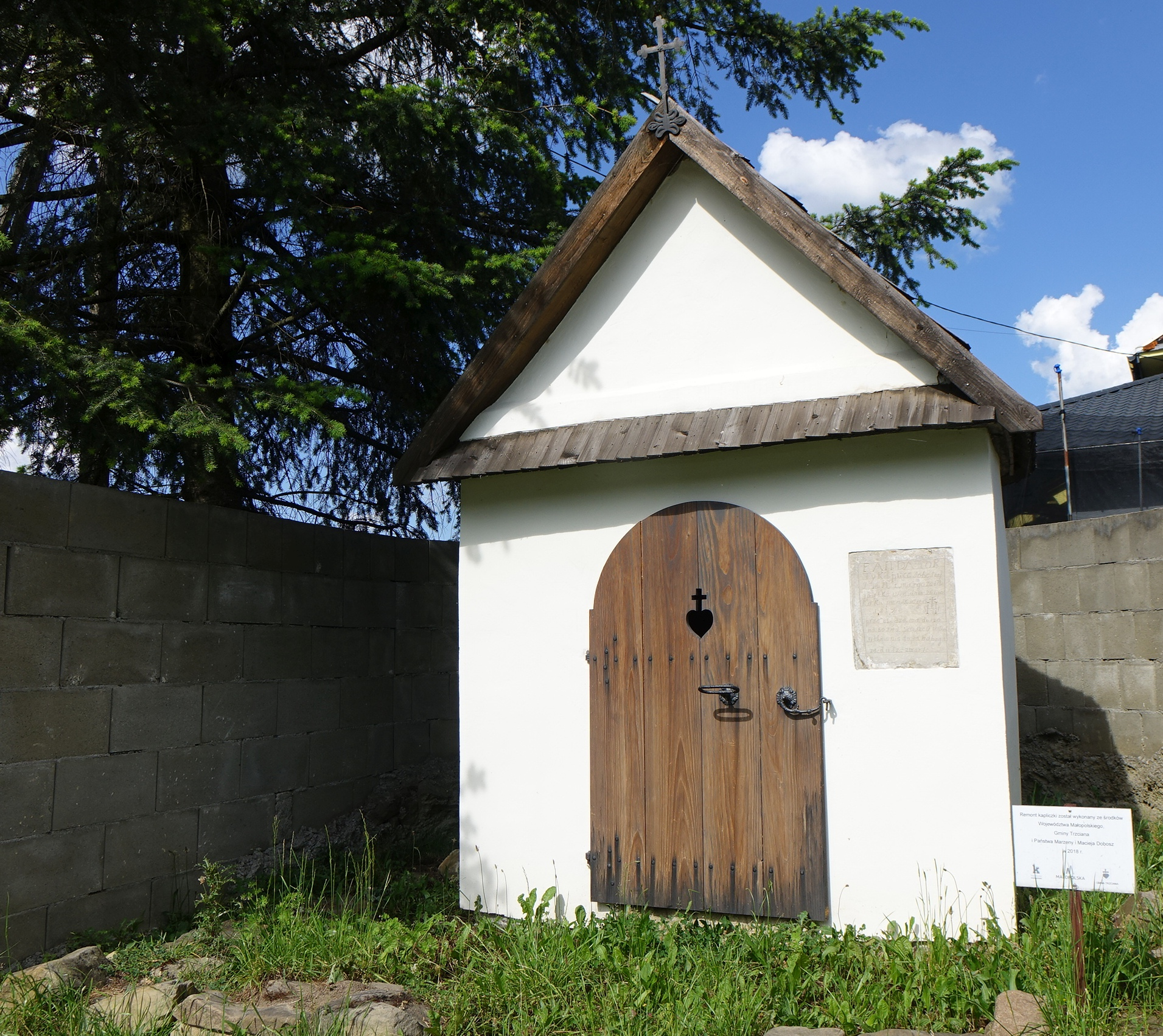
1
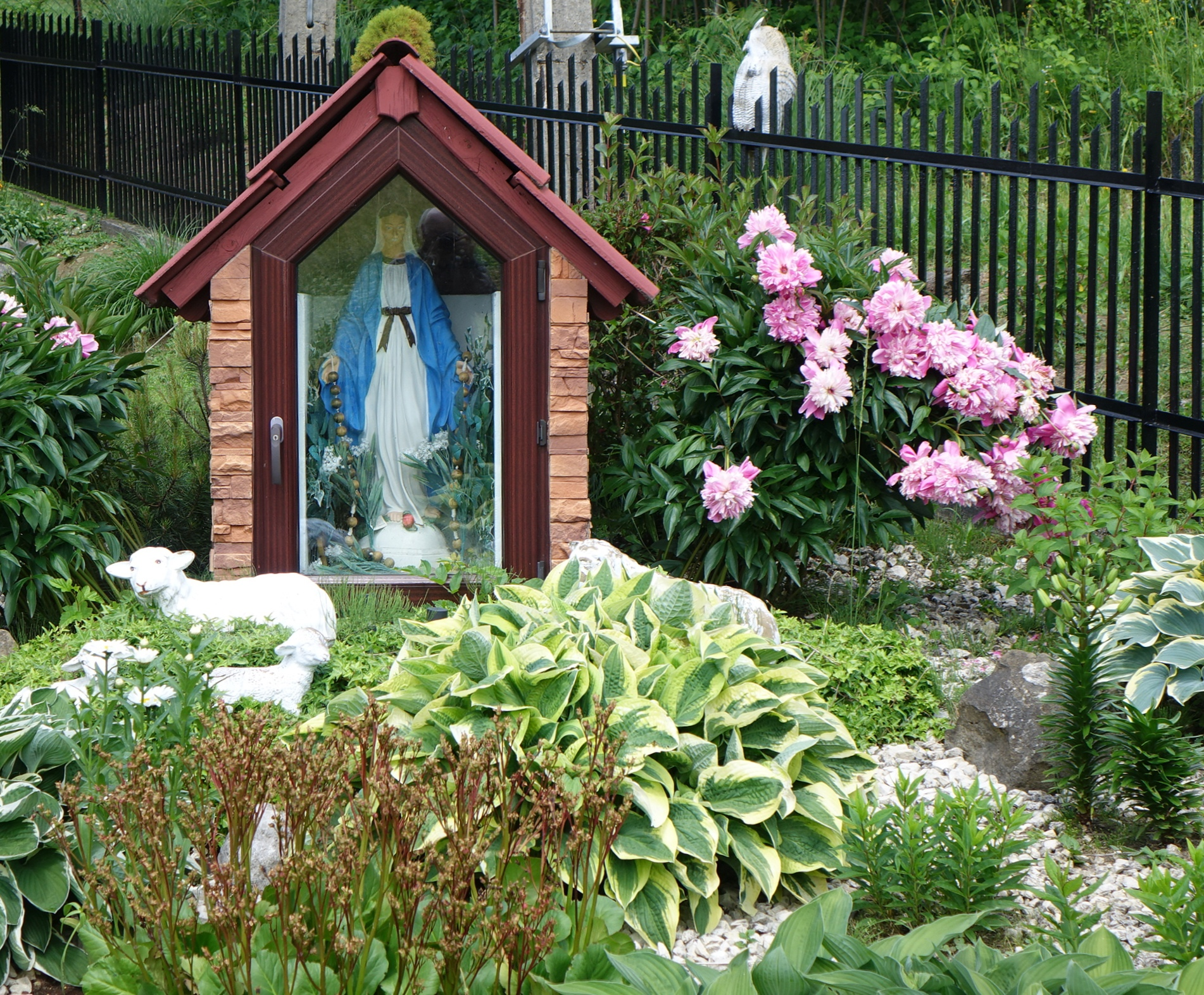
2
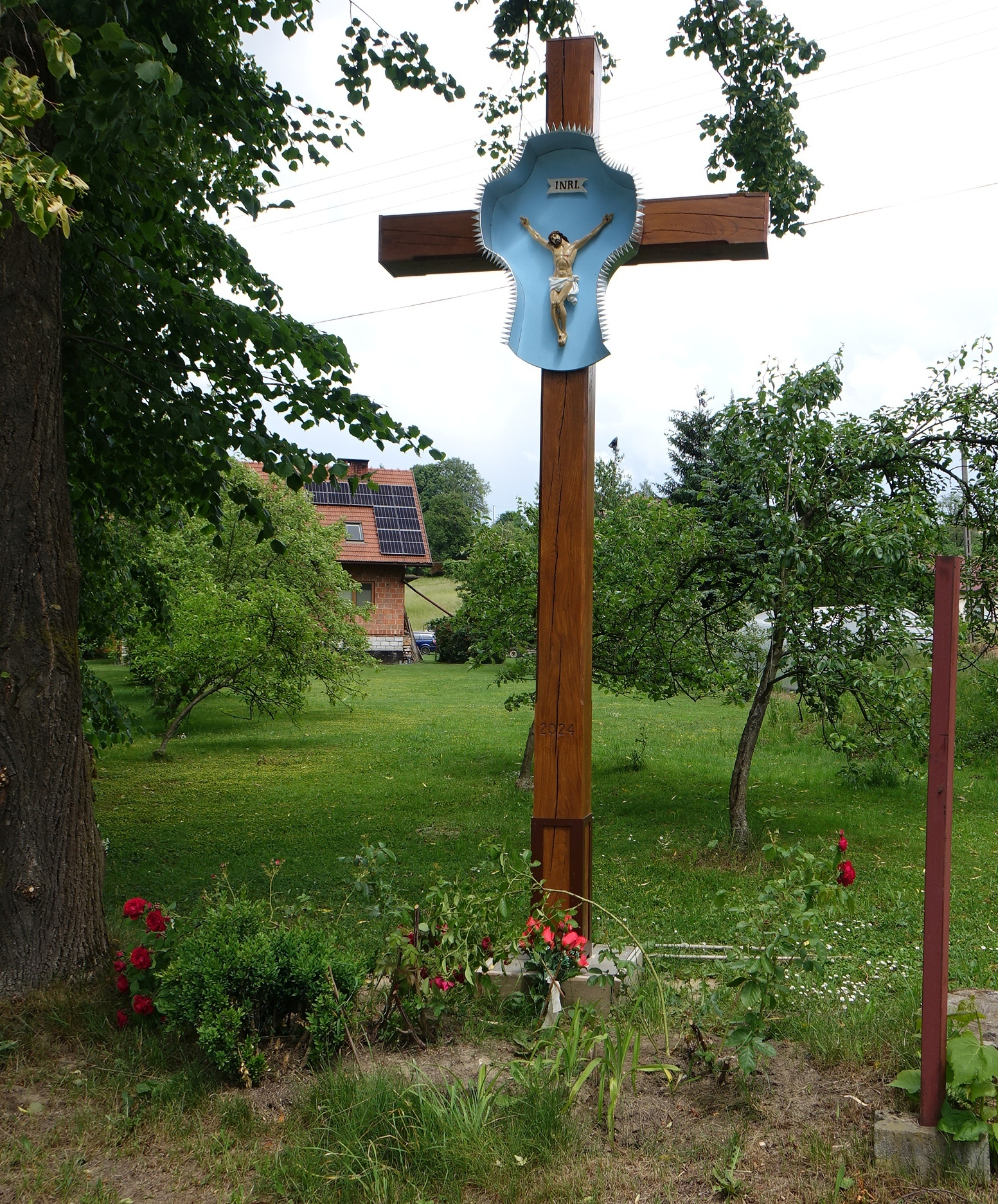
3
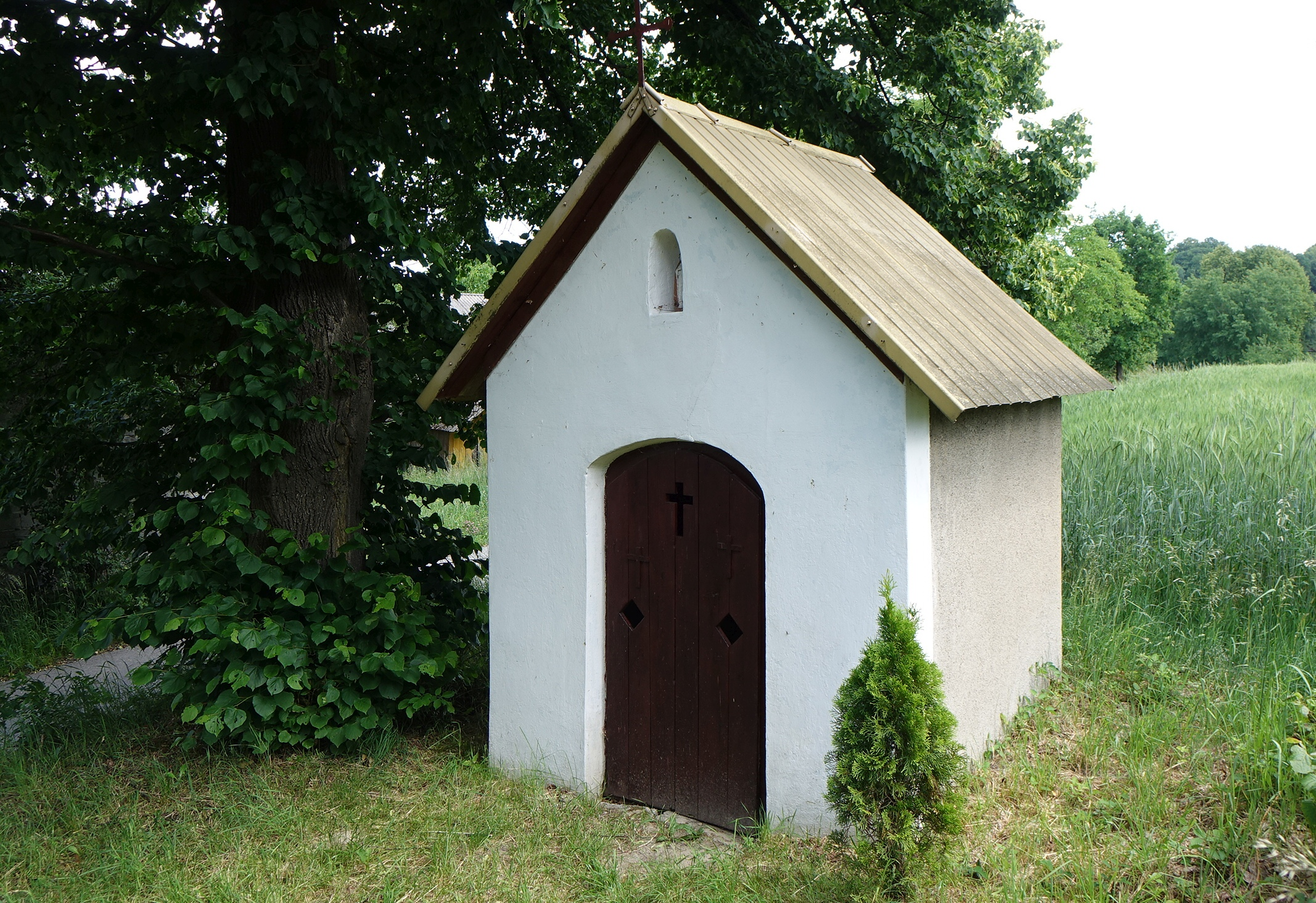
4
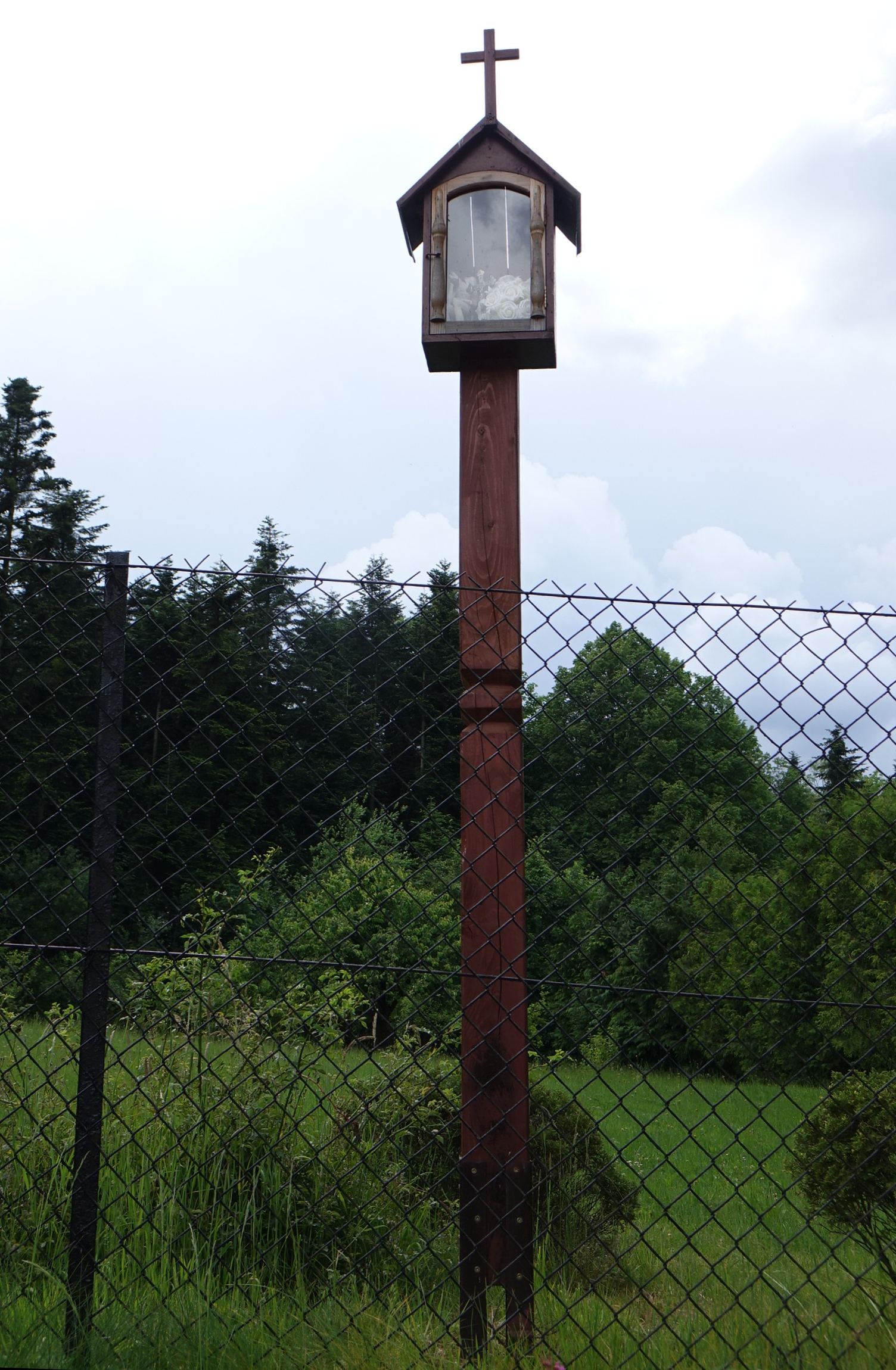
5
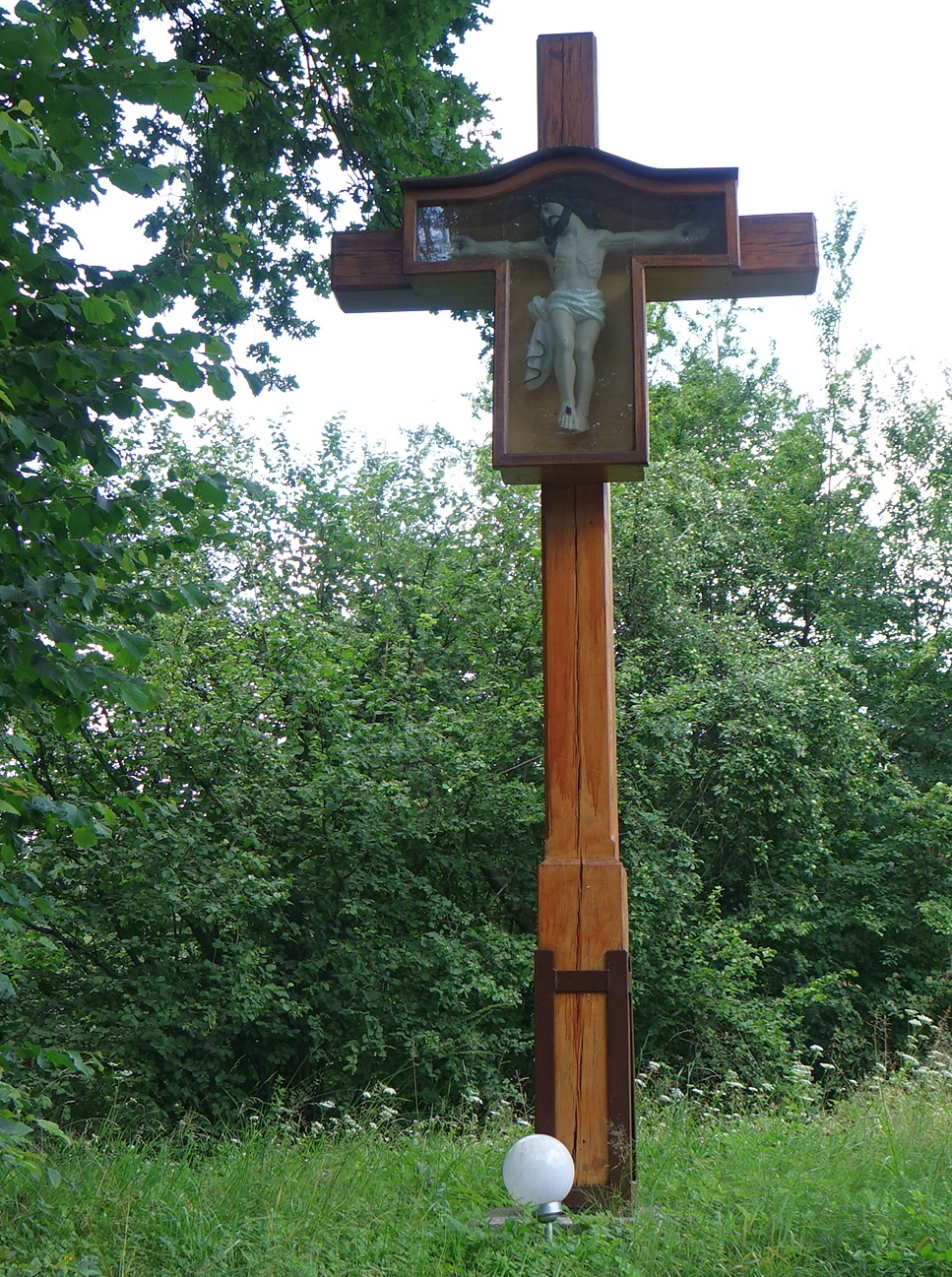
6